# Abborrtjärnen (Los socken, Hälsingland, 682656-147086)
Abborrtjärnen är en sjö i Ljusdals kommun i Hälsingland och ingår i Ljusnans huvudavrinningsområde.